# ICHIKA
ICHIKA（いちか、1988年2月14日 - ）は、日本のAV女優。
大阪府出身。

## 略歴
2006年9月、『新星』でMOODYZ専属女優としてAVデビュー。
2007年10月、MBSラジオの丑バラ「たま・きんラジオ」でアシスタントを担当。
現在は、引退したと見られる。
趣味、特技：バドミントン、エレクトーン

## 作品

### アダルトビデオ
2006年
- 新星（9月1日、MOODYZ）
- 絶頂と潮吹き（10月1日、MOODYZ）
- 愛撫と濃厚セックス（11月1日、MOODYZ）
- 6本番（12月1日、MOODYZ）

2007年
- 無限絶頂（1月1日、MOODYZ）
- Wキャスト（2月13日、MOODYZ）
- MOODYZ 完全撮り下ろし8時間SPECIAL（2月13日、MOODYZ）
- アイドル レイプ 輪姦（3月13日、MOODYZ）
- パイパンハイパーデジタルモザイク（4月13日、MOODYZ）
- ドリーム学園11 （5月3日、MOODYZ）※AV OPEN 2007エントリー作品
- ハイパーデジタルモザイクVol.057（6月1日、MOODYZ）
- 極上 潮吹き温泉（8月1日、MOODYZ）
- ヴァーチャル保育園 イカせてICHIKA先生（9月1日、ワンズファクトリー）
- イカセ4時間 （2007年9月13日、MOODYZ）
- 感じる尻姫 マシュマロHIP（10月1日、ワンズファクトリー）
- ドリーム学園11 完全版（10月13日、MOODYZ）
- 変態ナースの中出しチンポ診察（11月1日、ワンズファクトリー）

2008年
- コキクリニック＋性交クリニック＋アナルクリニック＋レディースクリニック 大感謝祭スペシャル（1月5日、SODクリエイト）
- 超高級ソープ嬢 THE ゴージャス（2月21日、SODクリエイト）
- 舐めと鞭（3月15日、ワープエンタテインメント）
- EROMIX Ichika（3月19日、ドグマ）
- SM淫語噴射 1 （4月14日、アヴァ）
- 乳首の弱いカノジョと僕が、互いに乳首を責めあいました。2 撮り下ろし×10編 （4月15日、ワープエンタテインメント）
- 関西弁レズビアン上京物語 （4月19日、クロス）
- Osaka In 梅田 フリーター＜いちか＞20歳 （4月22日、プレステージ）
- HiP PoP lovers 16（6月20日、無敵屋）
- 青姦 ICHIKA （7月7日、桃太郎映像出版）
- 口唇と舌が性器なリップエステシャンと出会えたら… 2 （7月19日、ラハイナ東海）オムニバス作品
- 大好き。ICHIKA （7月25日、S-Project）
- Finger Job!06 （7月25日、映天）
- B.Bボーイズに目覚めちゃった僕。 小悪魔編 （9月25日、アロマ企画）
- 窒息顔騎と絞めつけ騎乗位 （10月1日、ワンズファクトリー）

2009年
- 超人気女優がリモコンバイブ＆野外露出で公衆の面前で周囲も気にせずイキまくり!（3月19日、SODクリエイト）

2010年
- MODEL CLUB CLASS A ver.20 ICHIKA、早乙女愛良（6月8日、シルビア）